# Assadabade (Iazde)
Assadabade (em persa: اسداباد, também romanizada como Asadābād) é uma aldeia do distrito rural de Esfandar, no condado de Abarkuh, na província de Iazde, Irã.
Segundo o censo de 2006, sua população era de 770 habitantes, em 215 famílias.